# Episodi di A Gifted Man
La prima e unica stagione della serie televisiva A Gifted Man è stata trasmessa negli Stati Uniti dal 23 settembre 2011 al 2 marzo 2012 sul canale CBS.
In Italia è stata trasmessa in prima visione assoluta su Rai 2 dal 27 febbraio al 30 maggio 2013.
| nº | Titolo originale                   | Titolo italiano                  | Prima TV USA      | Prima TV Italia  |
| -- | ---------------------------------- | -------------------------------- | ----------------- | ---------------- |
| 1  | Pilot                              | Un medico, un uomo               | 23 settembre 2011 | 27 febbraio 2013 |
| 2  | In Case of All Hell Breaking Loose | In caso di angeli                | 30 settembre 2011 | 6 marzo 2013     |
| 3  | In Case of Discomfort              | In caso di malessere             | 7 ottobre 2011    | 13 marzo 2013    |
| 4  | In Case of Separation Anxiety      | In caso di ansia da separazione  | 14 ottobre 2011   | 20 marzo 2013    |
| 5  | In Case of Loss of Control         | In caso di perdita di controllo  | 21 ottobre 2011   | 27 marzo 2013    |
| 6  | In Case of Memory Loss             | In caso di perdita di memoria    | 4 novembre 2011   | 3 aprile 2013    |
| 7  | In Case of Exposure                | In caso di rivelazione           | 11 novembre 2011  | 10 aprile 2013   |
| 8  | In Case of Missed Communications   | In caso di mancata comunicazione | 18 novembre 2011  | 17 aprile 2013   |
| 9  | In Case of Abnormal Rhythm         | In caso di ritmo anormale        | 2 dicembre 2011   | 24 aprile 2013   |
| 10 | In Case of a Bolt from the Blue    | In caso di fulmine a ciel sereno | 6 gennaio 2012    | 1º maggio 2013   |
| 11 | In Case of (Re)Birth               | In caso di rinascita             | 13 gennaio 2012   | 1º maggio 2013   |
| 12 | In Case of Blind Spots             | In caso di punti ciechi          | 3 febbraio 2012   | 15 maggio 2013   |
| 13 | In Case of Complications           | In caso di complicazioni         | 10 febbraio 2012  | 15 maggio 2013   |
| 14 | In Case of Co-Dependants           | In caso di dipendenze            | 17 febbraio 2012  | 16 maggio 2013   |
| 15 | In Case of Letting Go              | In caso di abbandono             | 24 febbraio 2012  | 23 maggio 2013   |
| 16 | In Case of Heart Failure           | In caso di arresto cardiaco      | 2 marzo 2012      | 30 maggio 2013   |